# Banel et Adama
Banel et Adama is een Frans-Malinees-Senegalese film uit 2023, geregisseerd en geschreven door Ramata-Toulaye Sy.

## Verhaal
Adama en Banel zijn twee jongvolwassenen die in een afgelegen dorp wonen in het noorden van Senegal. Hoewel ze elkanders tegenpolen zijn, Adama is stil en introvert, terwijl Banel passievol en rebels is, worden ze verliefd op elkaar. Ze besluiten hun families te verlaten om te gaan samenwonen. Adama wil ook geen toekomstige leider van het dorp worden, wat zijn geboorterecht is, waardoor er chaos ontstaat in de gemeenschap.

## Rolverdeling
| Acteur         | Personage |
| -------------- | --------- |
| Mamadou Diallo | Adama     |
| Khady Mane     | Banel     |

## Productie
De speelfilm is het regiedebuut van scenarioschrijver Ramata-Toulaye Sy. De cast bestaat uit niet-professionele acteurs die Pulaar spreken, een variant van de Fula-taal. De film werd tussen mei en juni 2022 op locatie opgenomen in het noorden van Senegal.

## Release en ontvangst
Banel et Adama ging op 20 mei 2023 in première in de officiële competitie van het Filmfestival van Cannes. De film kreeg overwegend positieve kritieken van de filmcritici, met een score van 93% op Rotten Tomatoes, gebaseerd op 14 beoordelingen.

## Prijzen en nominaties
De belangrijkste:
| Jaar | Prijs                   | Categorie   | Genomineerde(n)   | Uitslag     |
| ---- | ----------------------- | ----------- | ----------------- | ----------- |
| 2023 | Filmfestival van Cannes | Gouden Palm | Ramata-Toulaye Sy | Genomineerd |